# Eragrostis wightiana
Eragrostis wightiana är en gräsart som beskrevs av George Bentham. Eragrostis wightiana ingår i släktet kärleksgrässläktet, och familjen gräs. Inga underarter finns listade i Catalogue of Life.